# Танковый музей (Бовингтон)

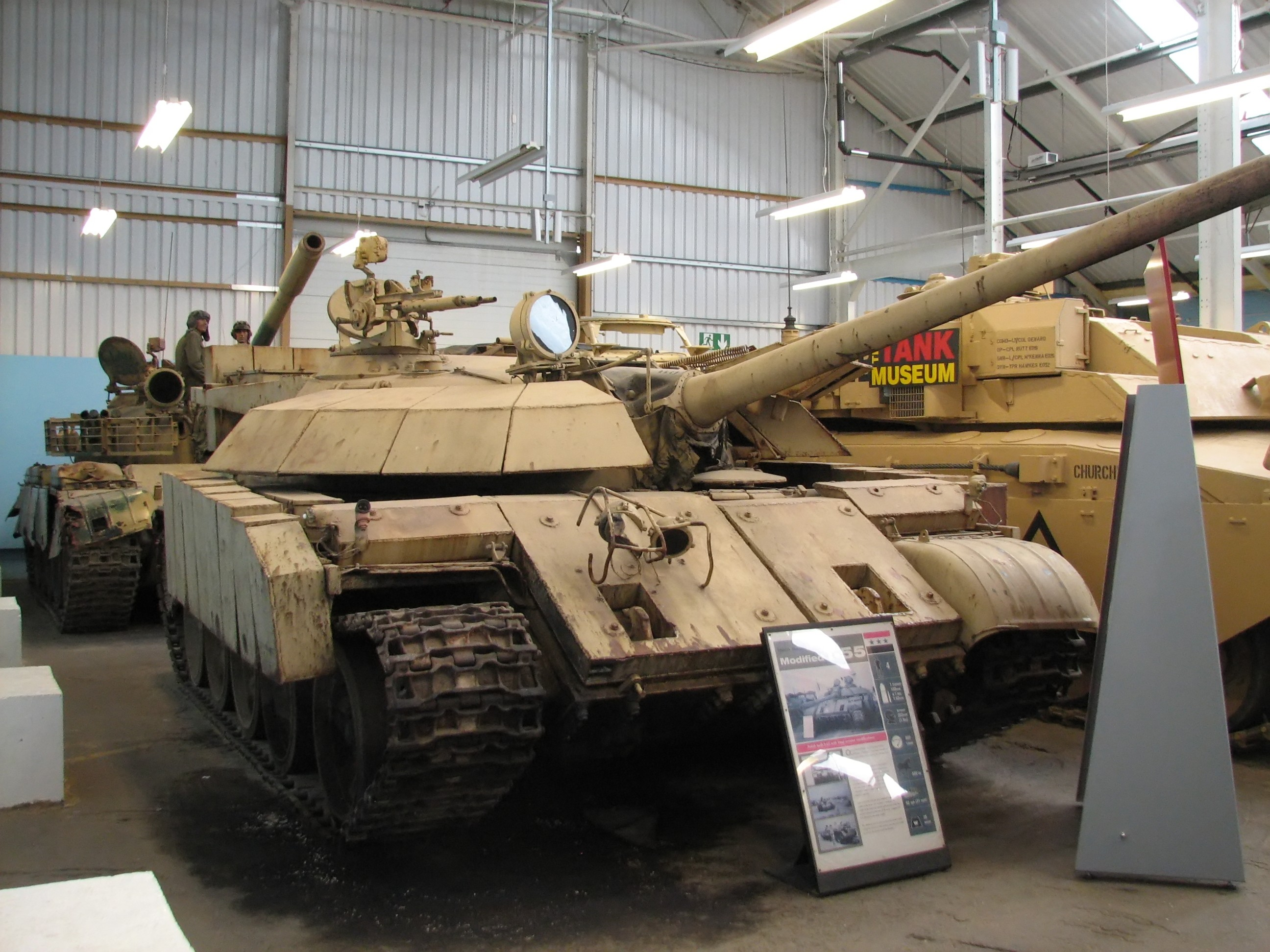
T-55

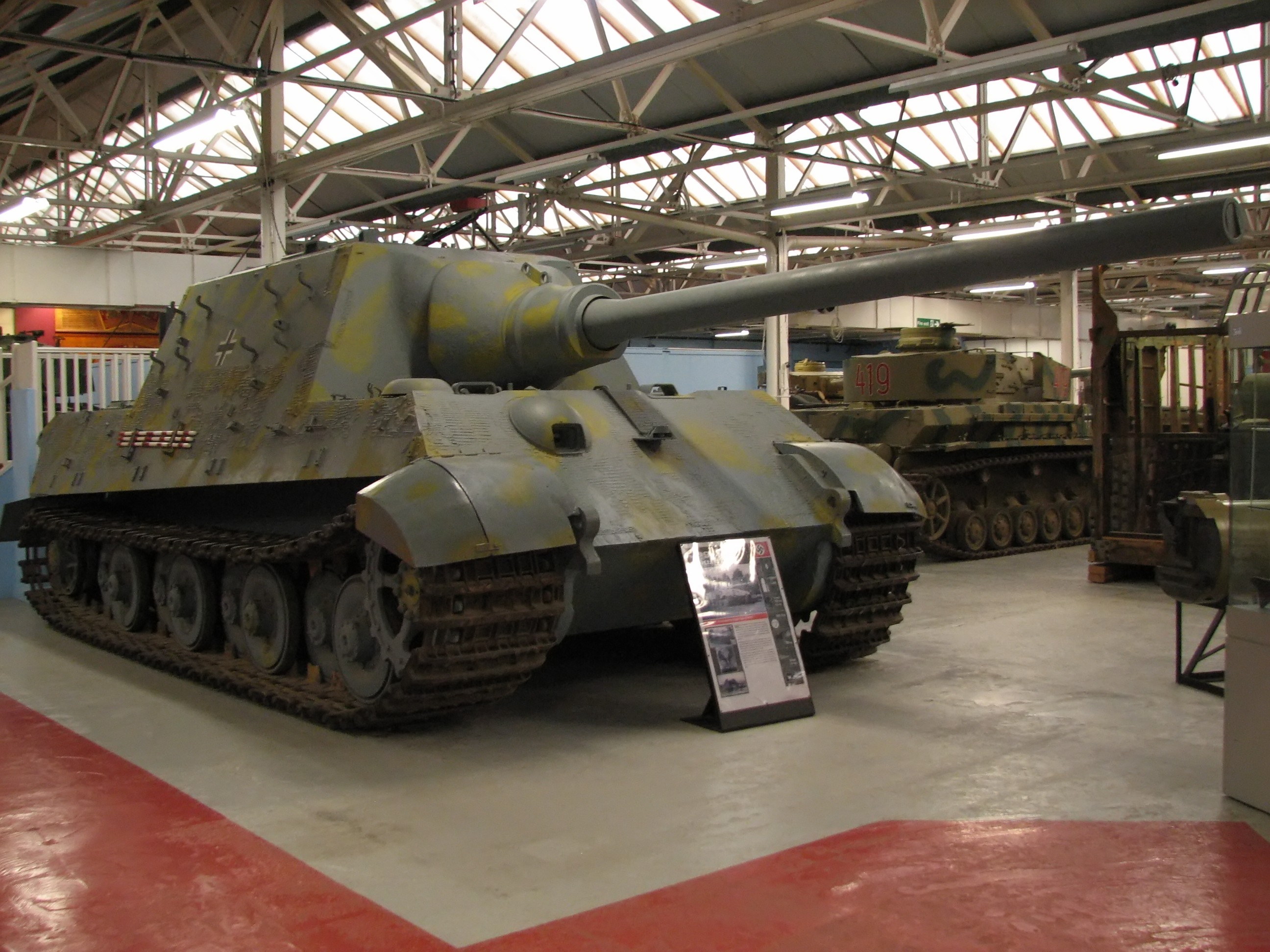
Jagdtiger

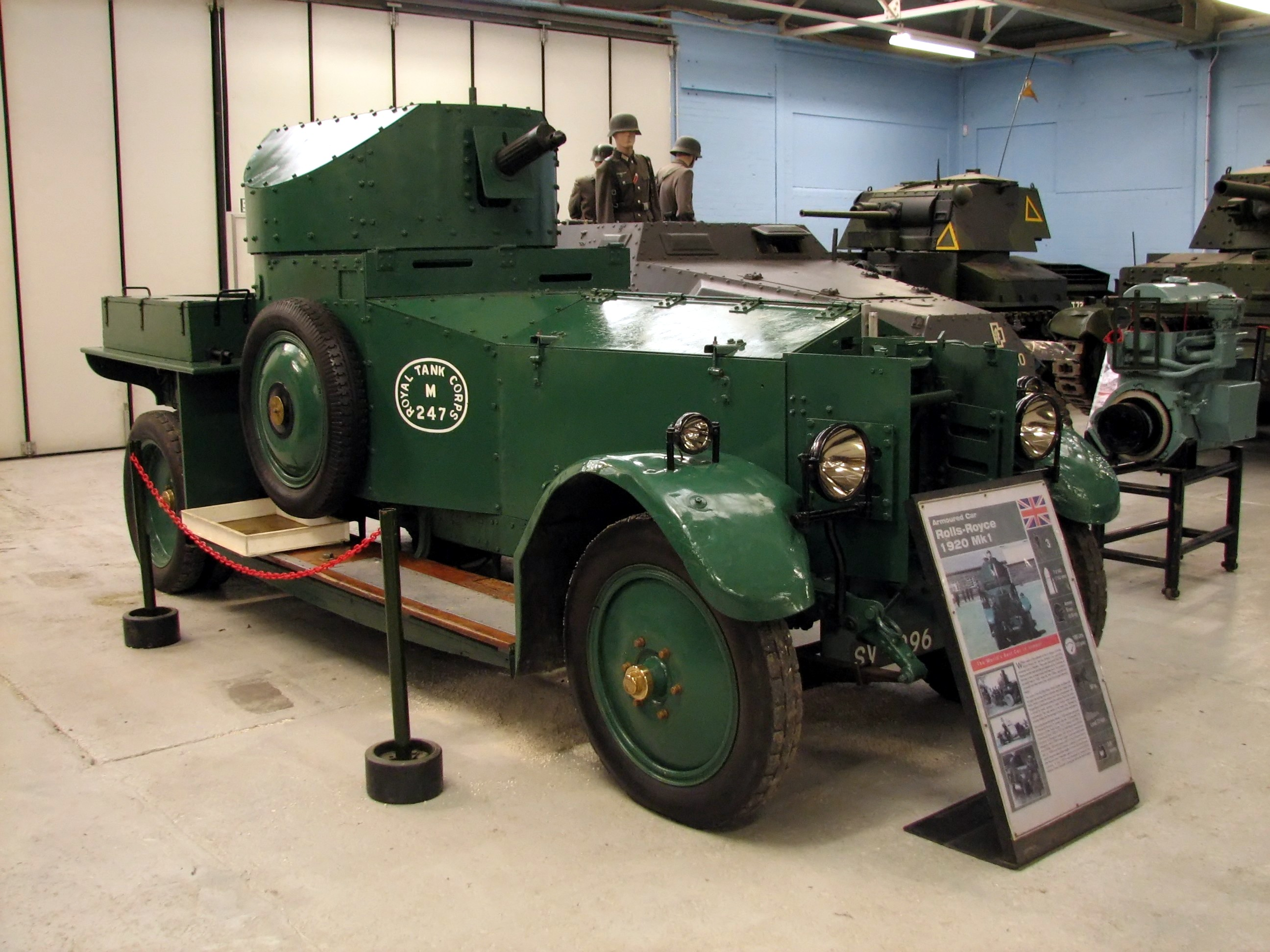
Rolls Royce 1920 Mk 1

Бовингтонский музей танков (англ. Bovington Tank Museum) — военный музей бронетанковой техники, расположенный рядом с военной базой — Лагерь Бовингтон в Дорсете (Юго-Западная Англия).

## История
Открыт для публики в 1947 году на месте существовавшего с 1916 года учебного центра по подготовке военнослужащих для Королевского танкового полка — бронетанкового подразделения британской армии. После окончания Первой мировой войны в Бовингтоне в хорошем состоянии сохранились некоторые образцы танковой техники, который позже пополнился техникой времен Второй мировой войны. Было принято решение создать на этом месте музей танков.
Сейчас в коллекции музея насчитывается более 300 единиц танков из 30 стран мира, что является одной из самых больших коллекций в Великобритании. Музей является крупнейшим в Дорсете, его коллекция имеет статус объекта национального значения. Среди, представленного в коллекции музея, имеется британский тяжёлый танк периода Первой мировой войны «Mark I» и немецкий тяжёлый танк периода второй мировой войны «Тигр» (Panzerkampfwagen VI  Ausf. Н «Tiger»), представлена и техника СССР.

## Галерея

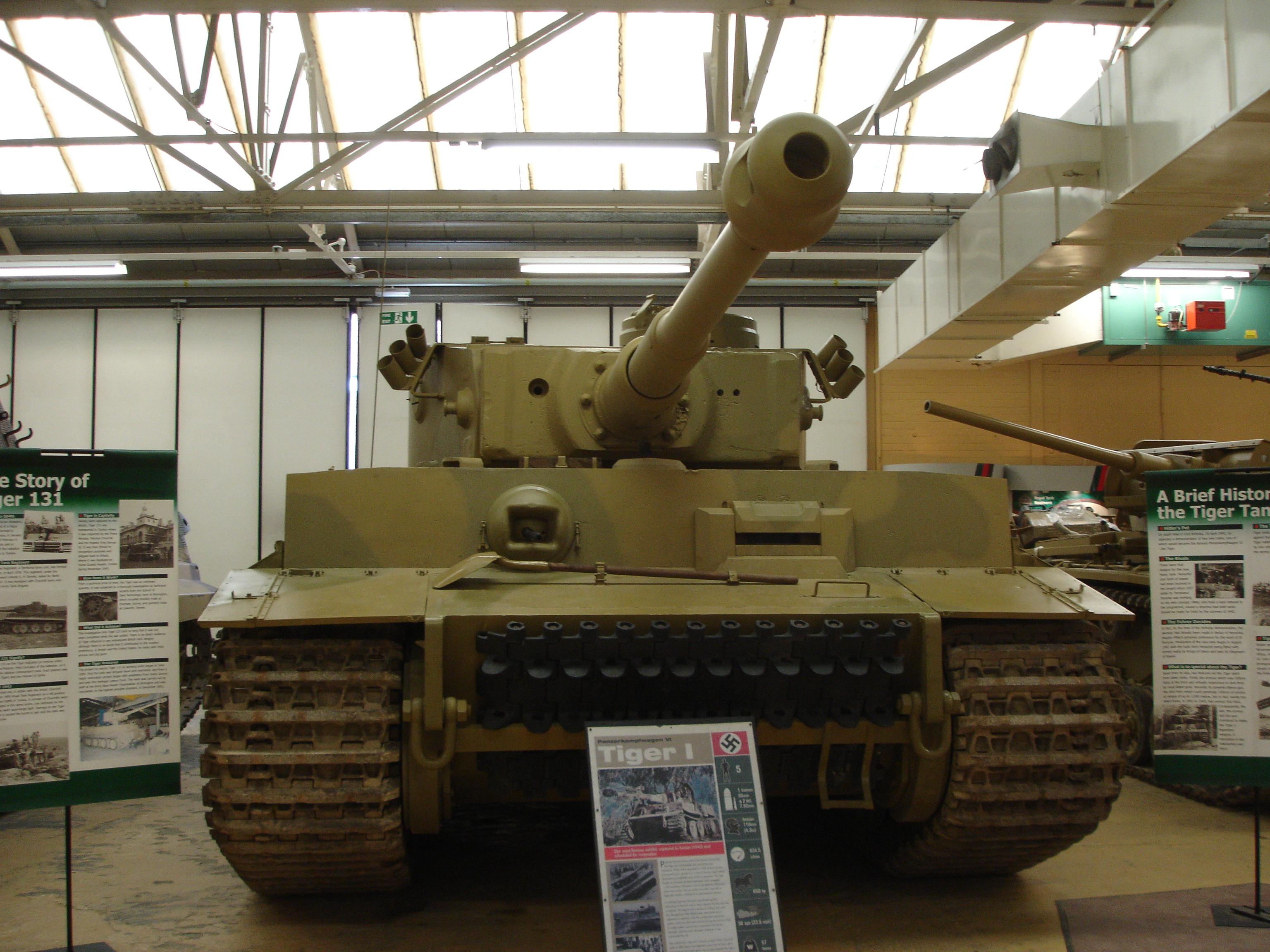
Tiger I
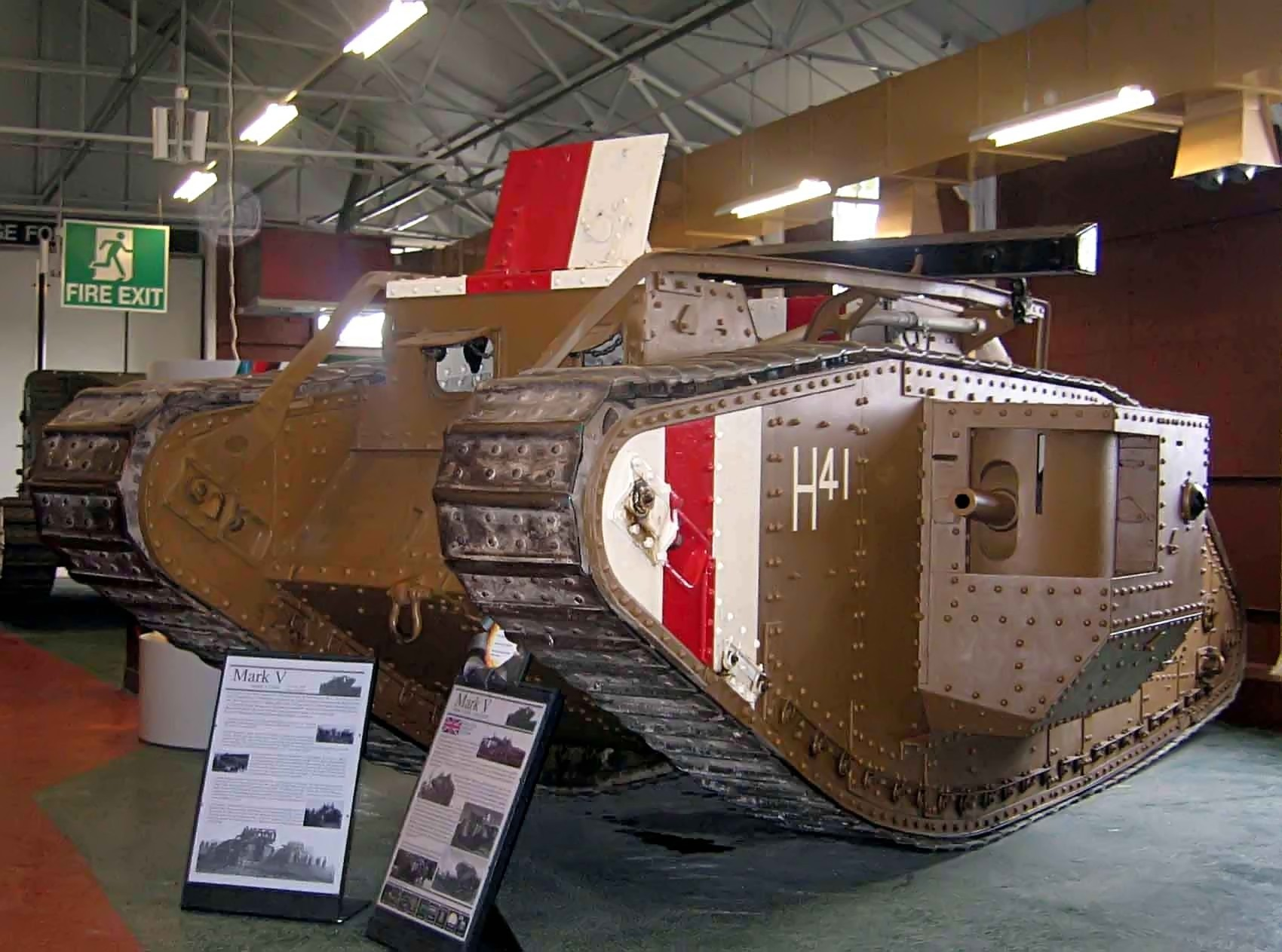
Mark I
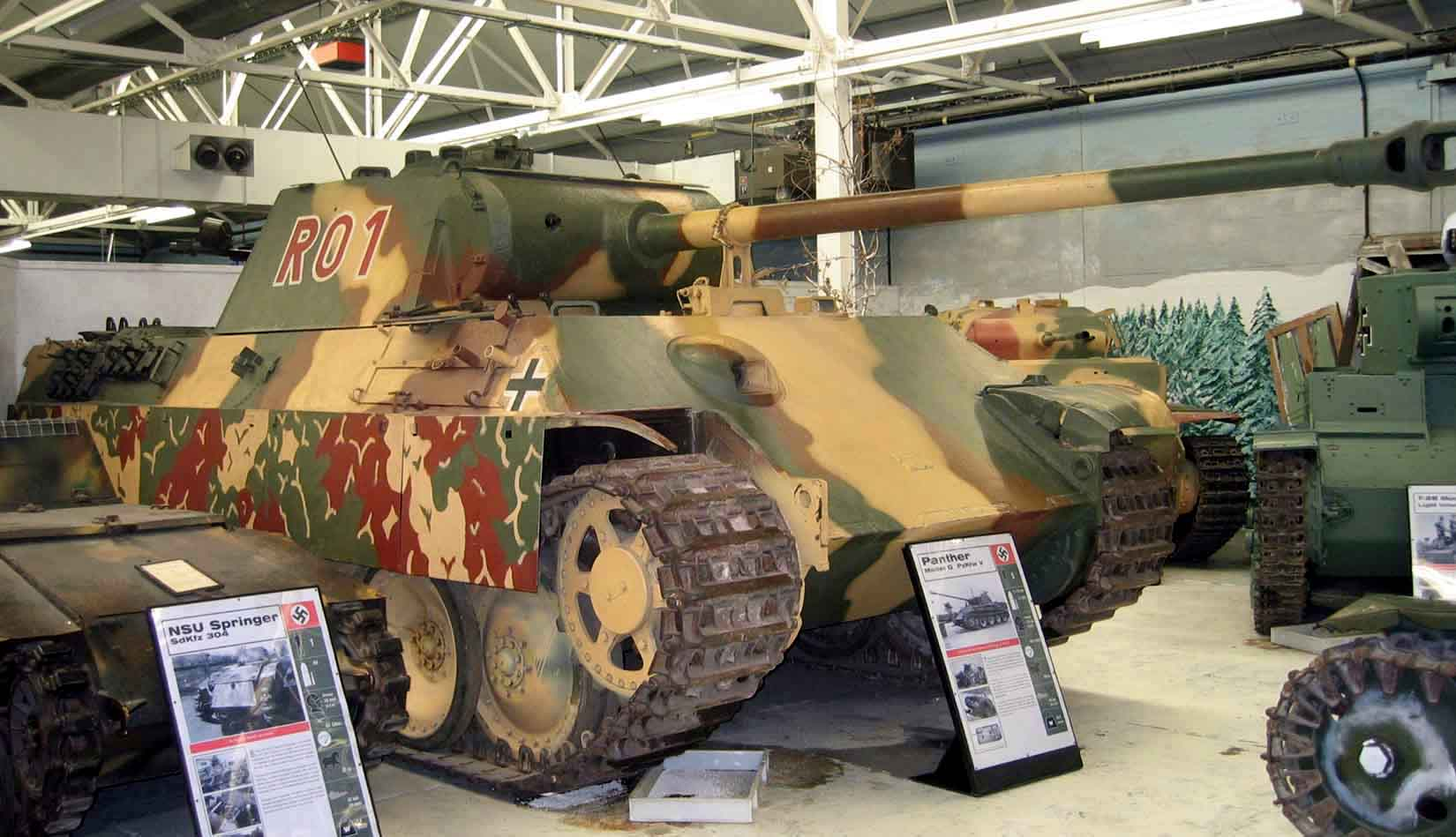
PzKpfw V «Panther»
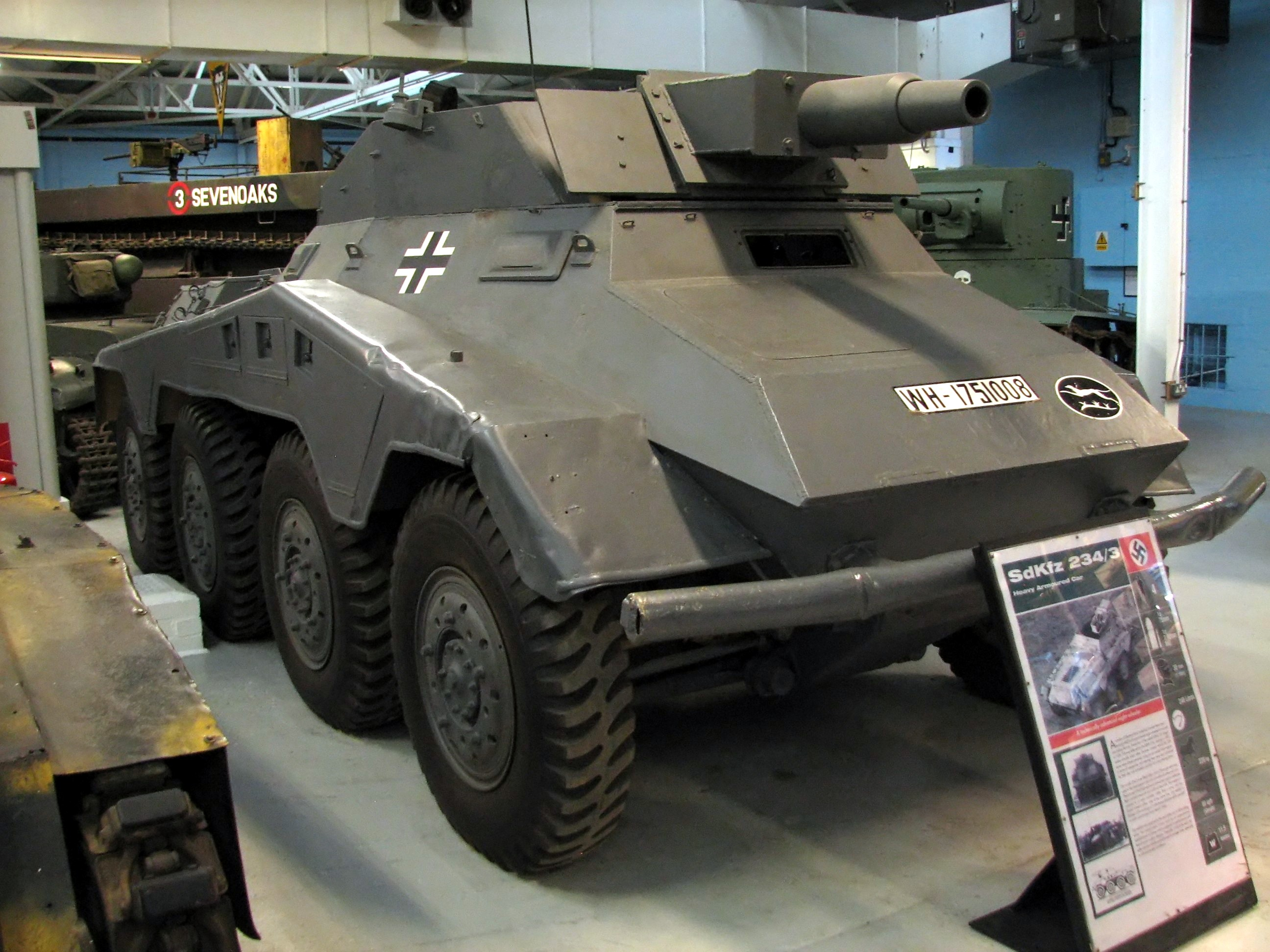
Sd.Kfz.234
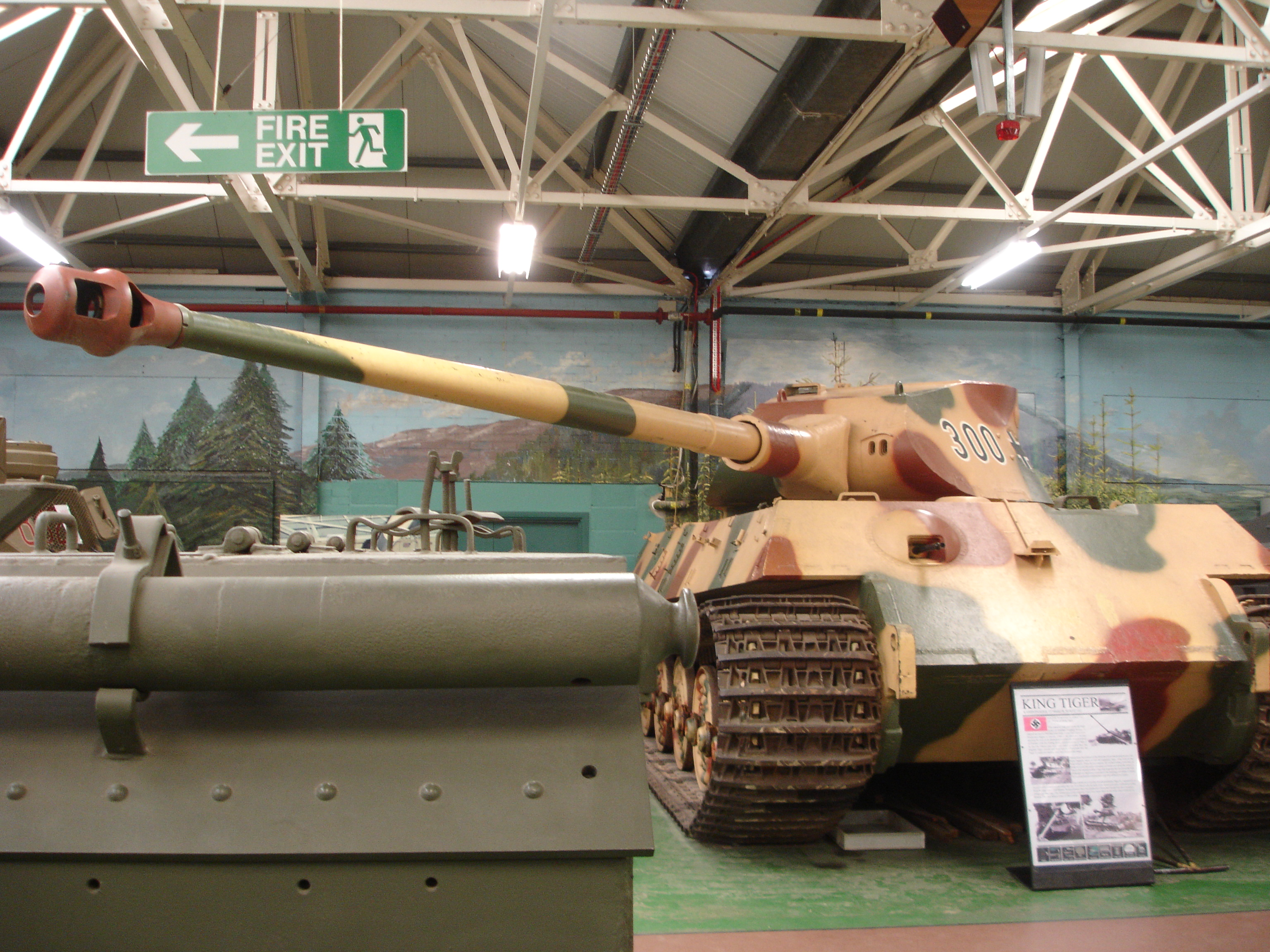
«Königstiger»
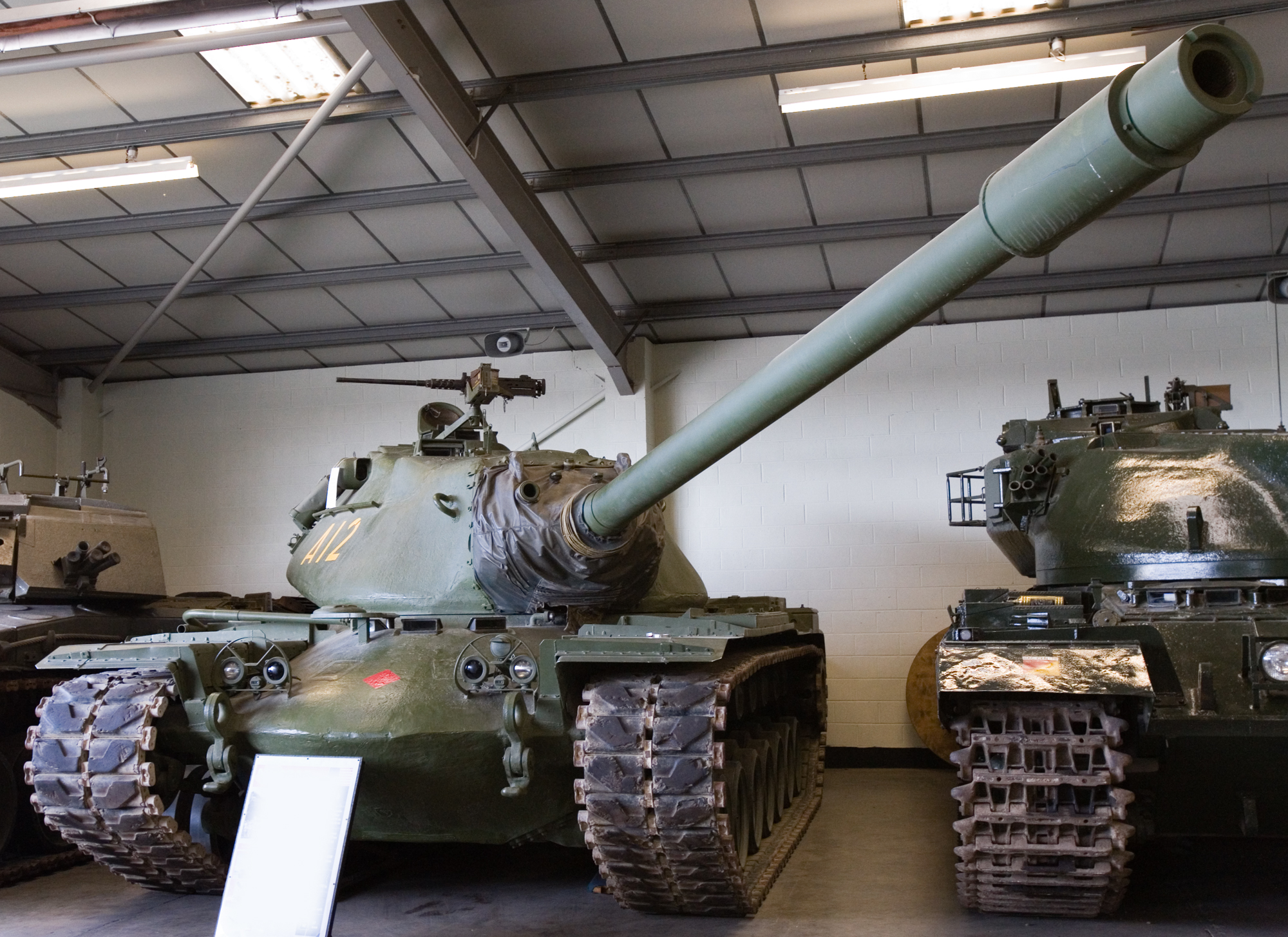
M103
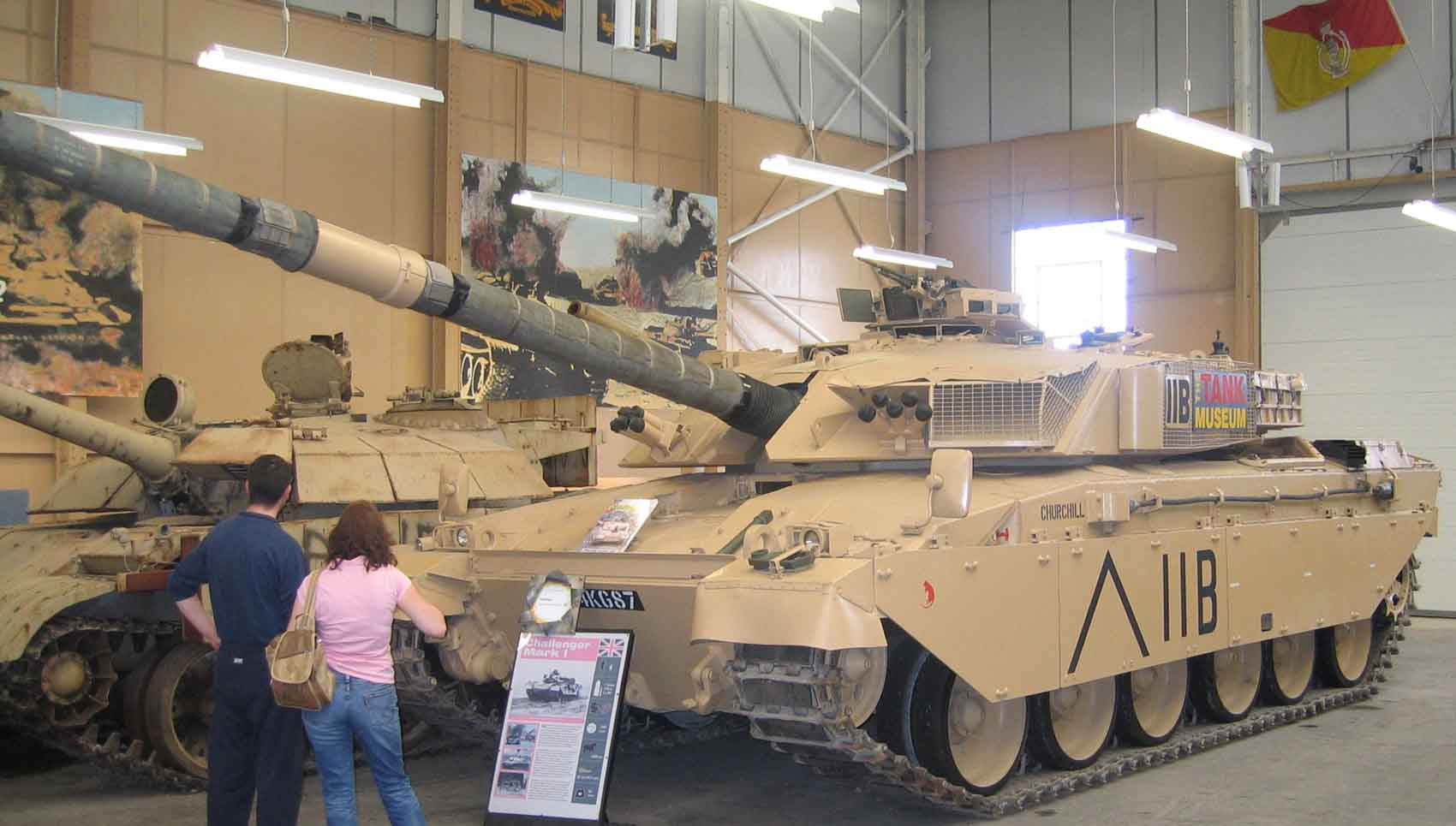
FV4030/4 Challenger «Черчилль» полка QRIH принимавший участие в операции «Буря в пустыне»
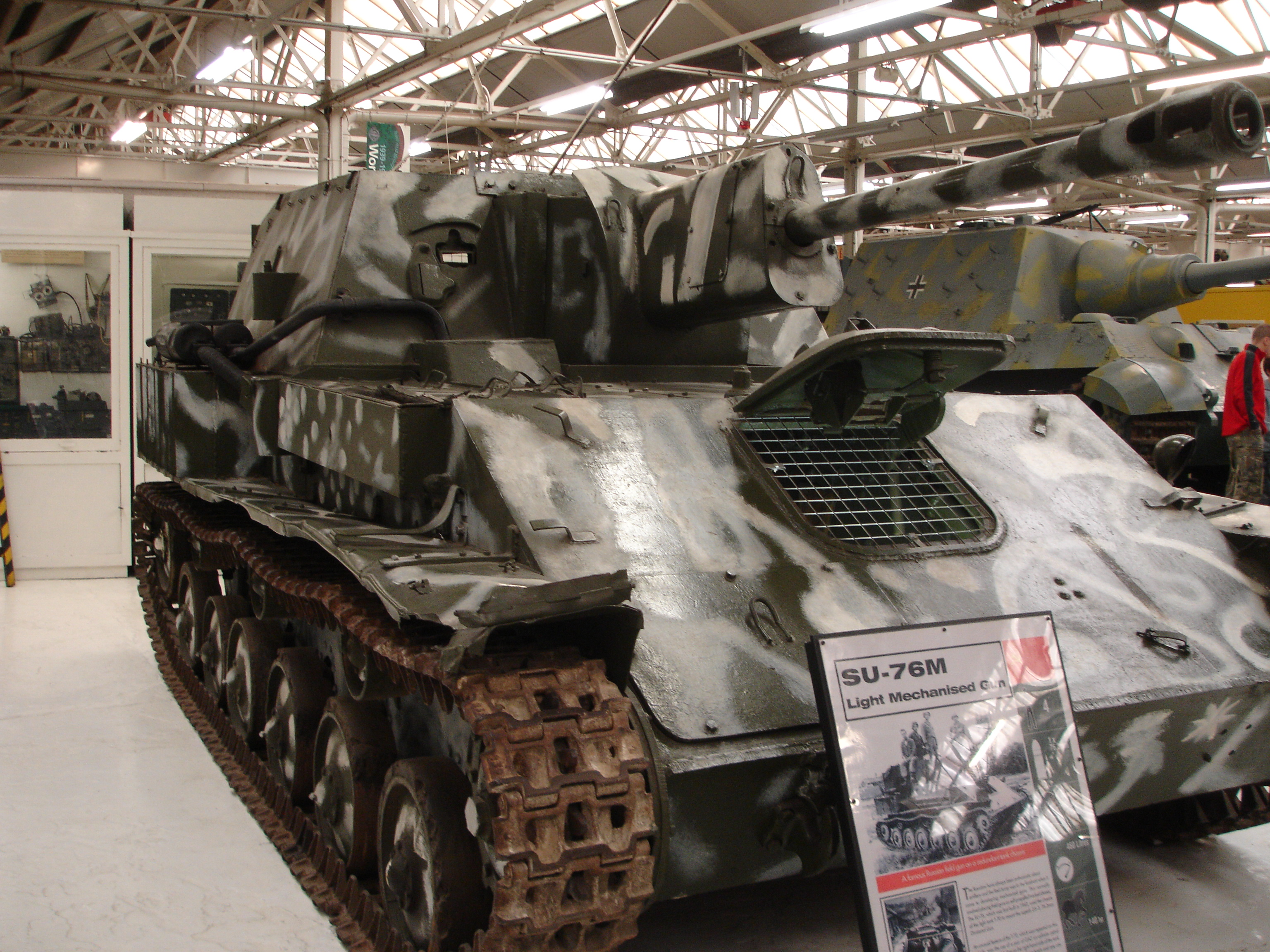
СУ-76
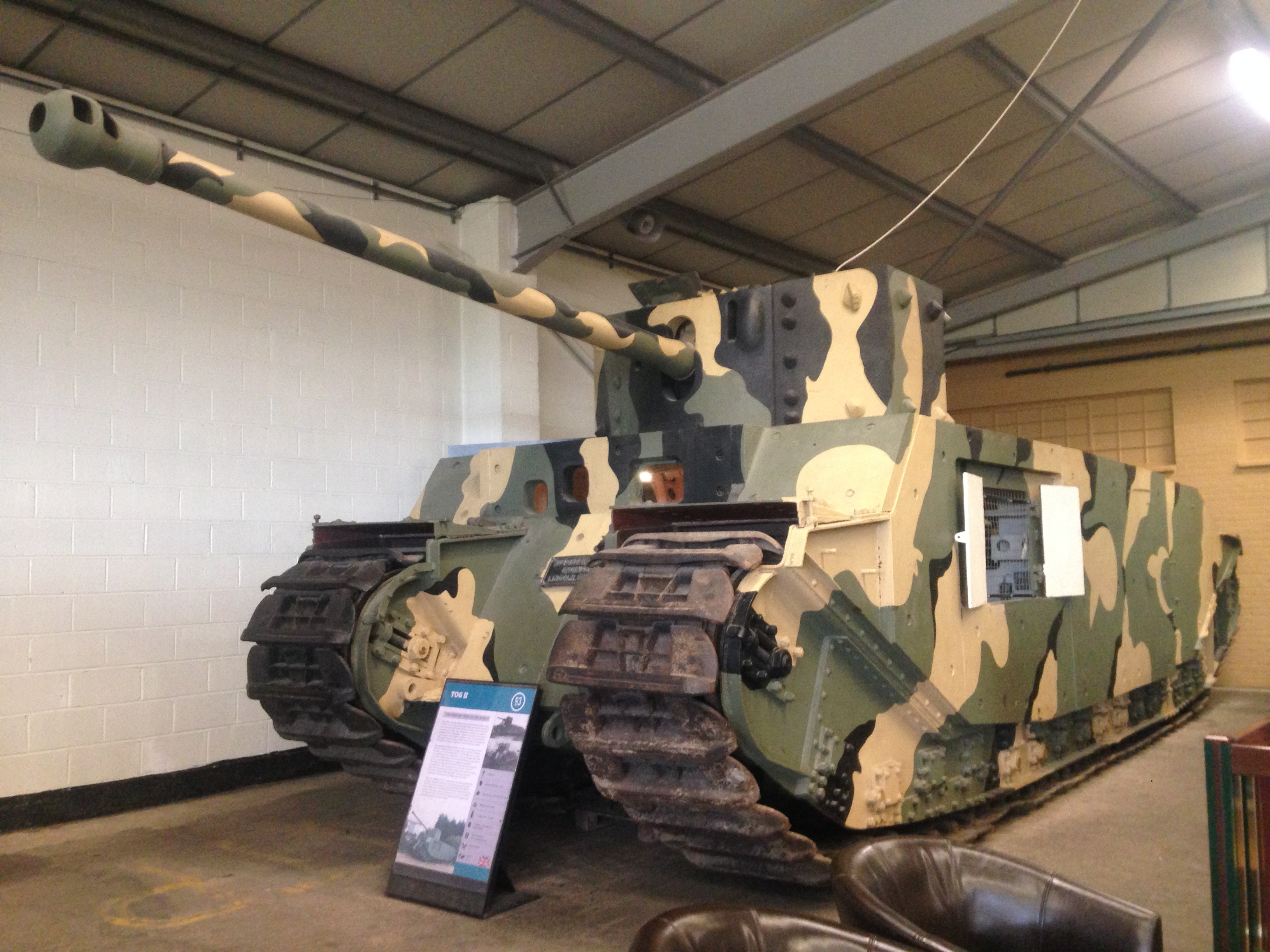
TOG II
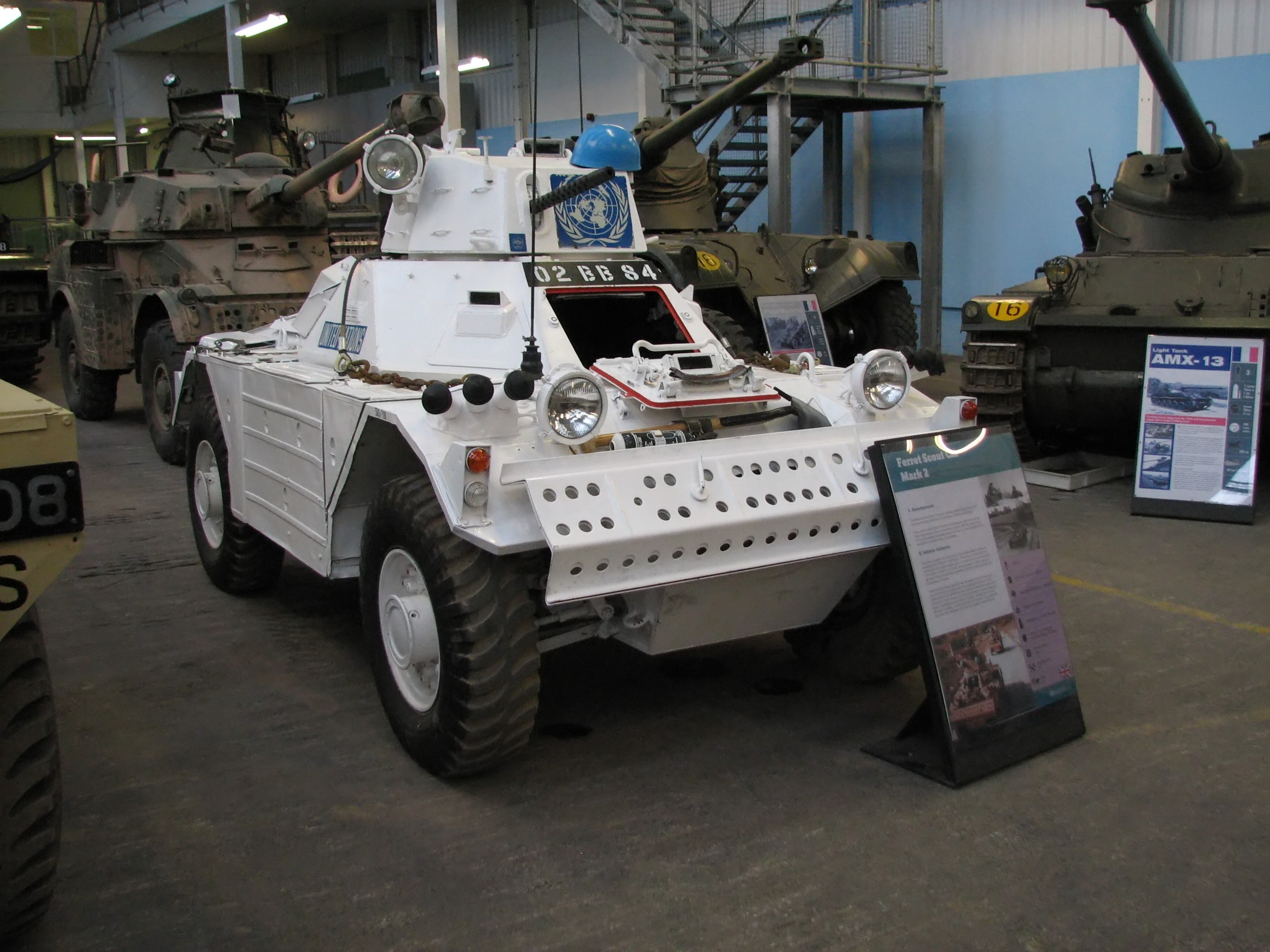
Daimler Ferret
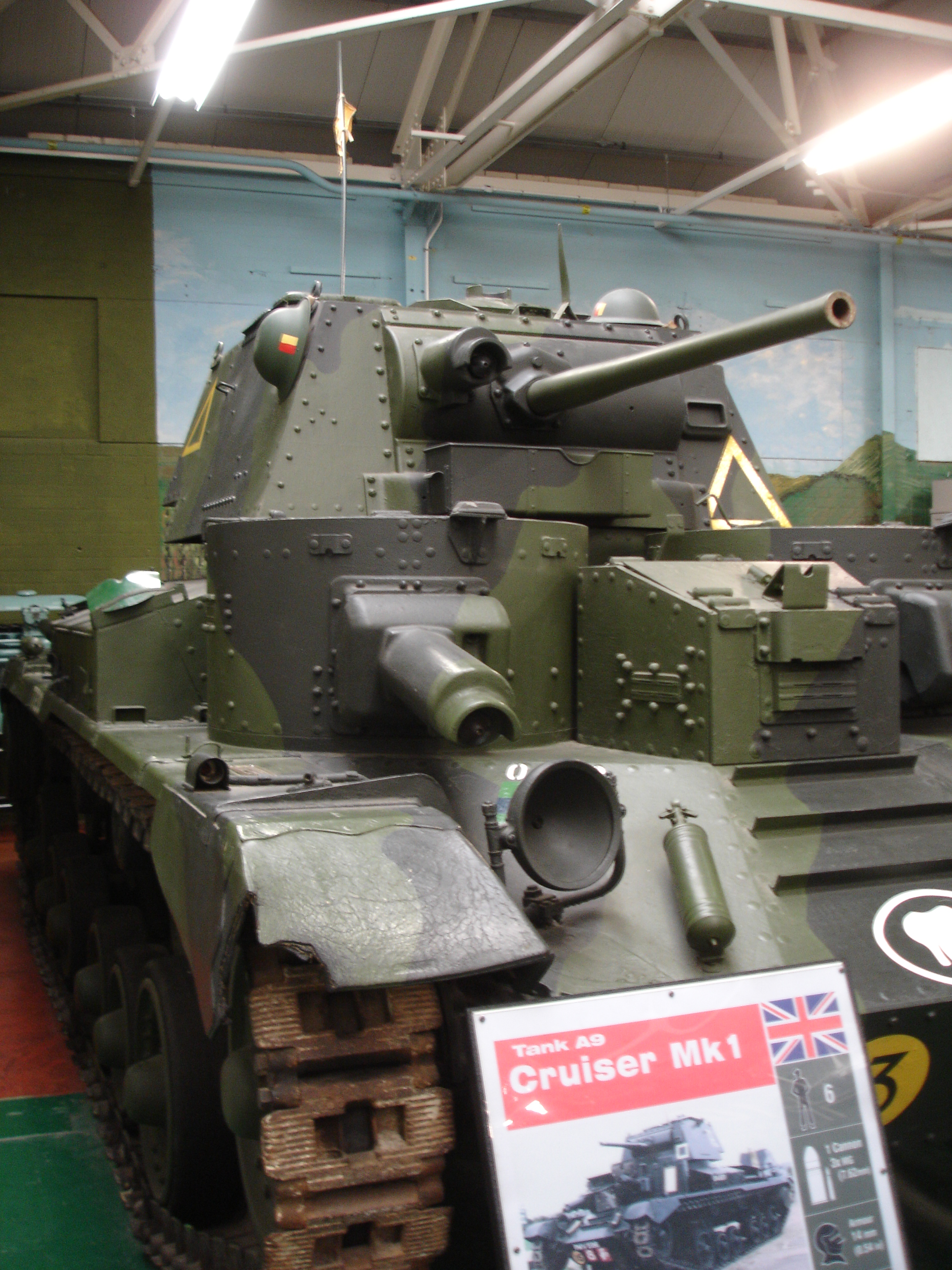
Cruiser Mk I
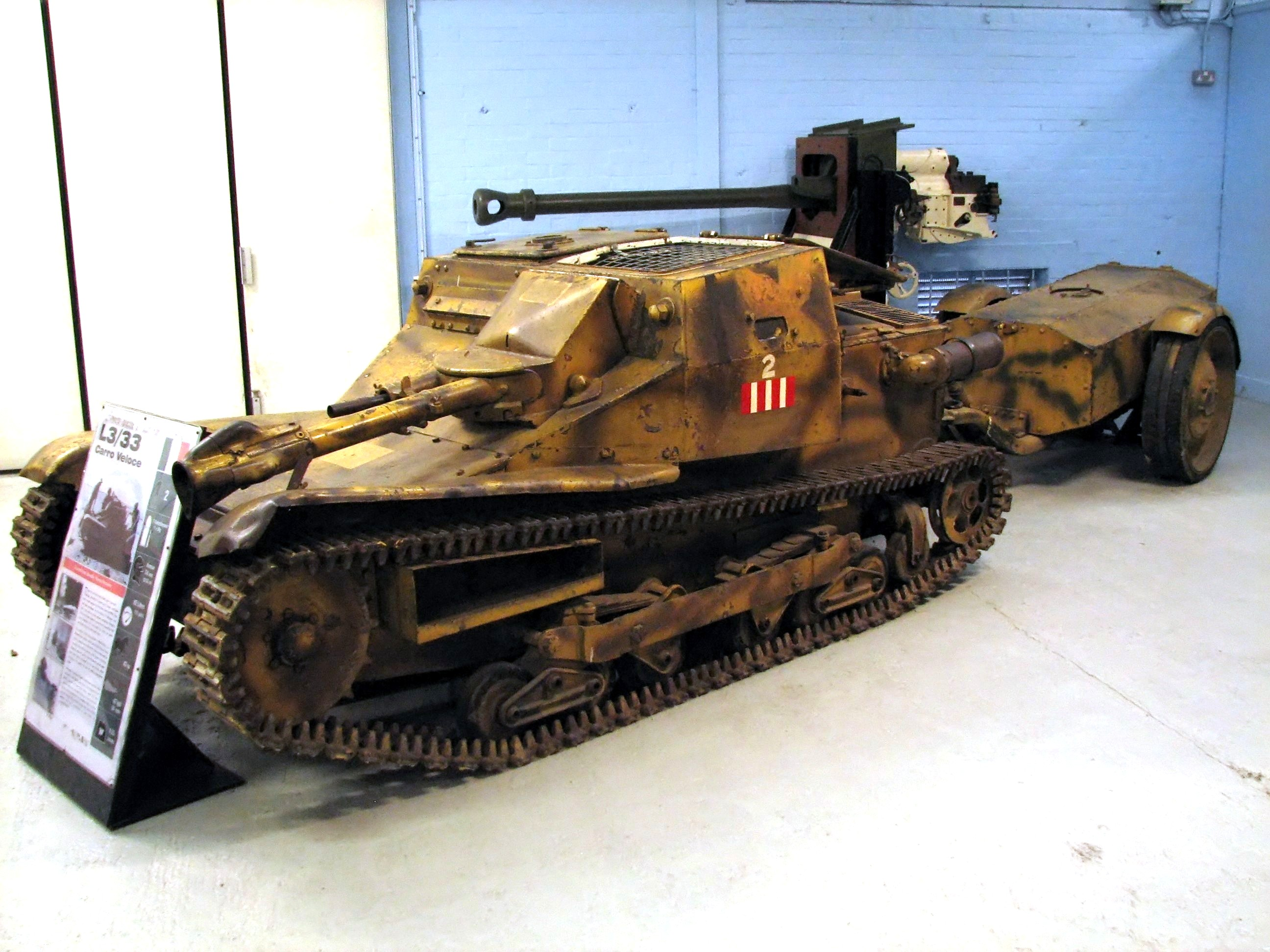
Carro CV3/33
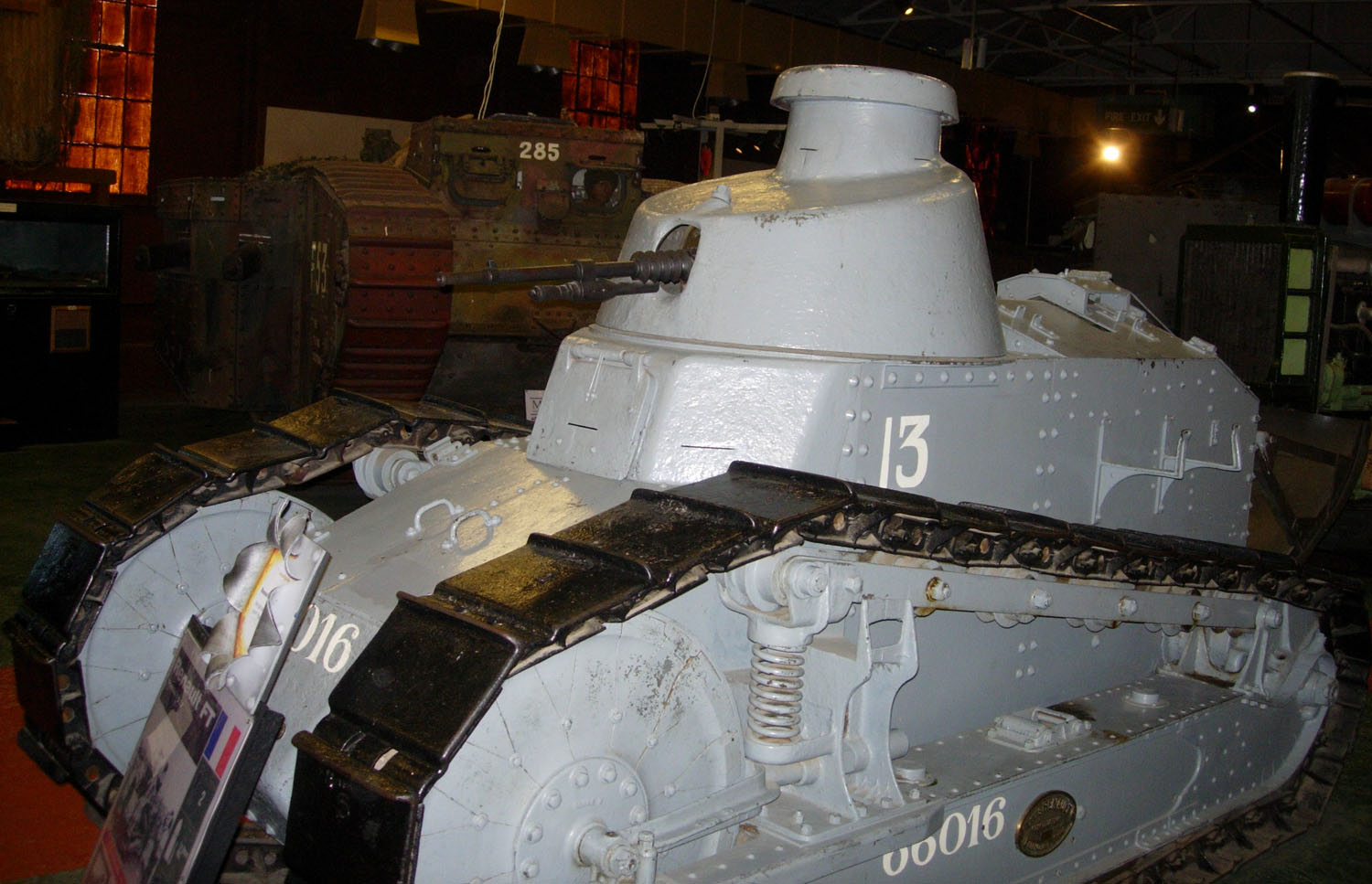
Renault FT-17
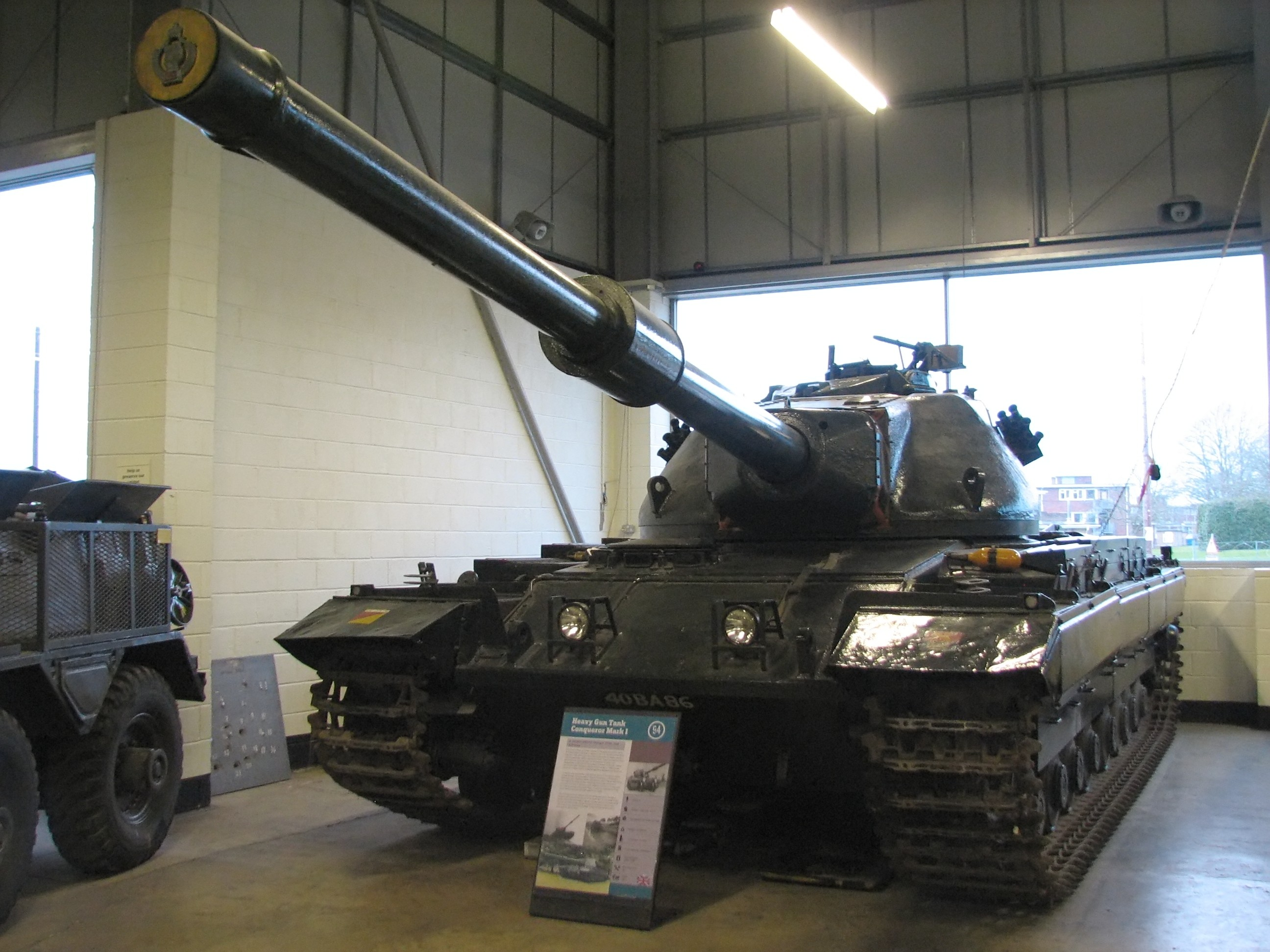
Conqueror Mk 1
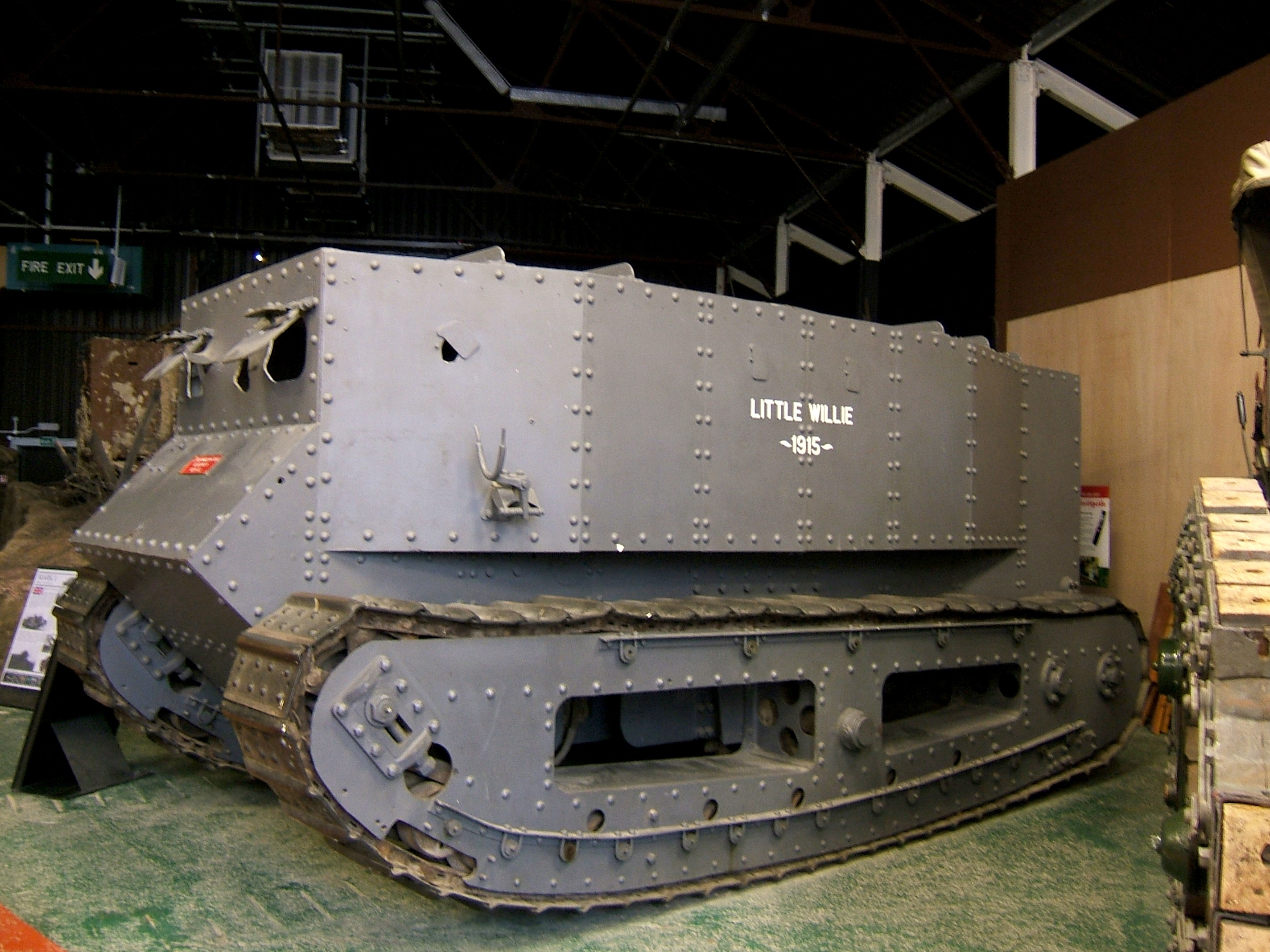
Little Willie